# Hartog Jacob Hamburger
Hartog Jakob o Hartog Jacob Hamburger (9 de marzo de 1859 – 4 de enero de 1924) fue un fisiólogo neerlandés. 
Nacido en Alkmaar, estudió en el Hogere Burgerschool de dicha ciudad y posteriormente en la Universidad de Utrecht, donde obtuvo su doctorado en 1883 sobre la determinación de la urea en orina. Posteriormente trabajó con el oftalmólogo y fisiólogo de Utrecht Franciscus Cornelis Donders durante siete años y completó un grado en medicina.
De 1888 impartió clases de fisiología y patología en la Escuela Veterinaria Nacional, también en Utrecht. En 1896, inventó la solución llamada solución de Hamburger o solución salina. Basándose en experimentos botánicos de Hugo de Vries, desarrolló esta solución salina con el objetivo de igualar la osmolalidad de la sangre humana y por tanto de evitar la hemólisis de glóbulos rojos. Hay sin embargo dudas de que la ideara con la administración intravenosa en mente.
En 1901 se sumó a la Universidad de Groningen como profesor de fisiología. En 1911 fue instrumental en la apertura un instituto dedicado a la fisiología y dos años más tarde presidió el XXV Congreso Fisiológico Internacional en Groningen. Entre 1902 y 1904 publicó Osmotischer Druck und Ionenlehre en den medecinischen Wissenschaften ("Presión osmótica y ciencia de los iones en las ciencias médicas"). El trabajo descrito en el libro se remonta a su estancia en Utrecht. Hamburguer fue nombrado rector de la universidad en 1914, año en que esta celebró su tercer centenario. Durante su carrera académica se había centrado en la importancia de la fisicoquímica en las ciencias de la salud y en la oposición al vitalismo (la idea de los organismos vivos son de alguna manera gobernados por principios diferentes de las sustancias inanimadas).
En 1918 describió el intercambio del cloruro (a menudo llamado "Fenómeno de Hamburger"), proceso por el que se intercambia bicarbonato por cloruro en las células rojas. Este transporte era inicialmente tenido por un fenómeno pasivo, pero fue luego vinculado al transporte activo mediante proteínas de banda 3 (SLC4Un1). También realizó experimentos sobre fagocitosis, siendo el primero en cuantificar el proceso incubando granulocitos neutrófilos (glóbulos blancos capaces de fagocitar) mediante partículas de carbono y midiendo su absorción.
Fue miembro de la Real Academia de Artes y Ciencias de los Países Bajos (Koninklijke Nederlandse Akademie furgoneta Wetenschappen) así como de otras academias científicas internacionales como la Academia alemana de las ciencias naturales Leopoldina o la Academia de Ciencias de Turín. Recibió igualmente varios grados académicos honorarios, incluyendo títulos de la Universidad de Aberdeen, la Universidad Veterinaria de Utrecht y la Universidad de Padua. Murió en 1924 en Groningen a la edad de 64 años.